# Datová schránka
Datová schránka je v českém právním řádu od roku 2009 definována jako elektronické úložiště speciálního typu zřízené podle příslušného zákona č. 300/2008 Sb., které je určeno k doručování elektronických dokumentů mezi orgány veřejné moci na straně jedné a fyzickými a právnickými osobami na straně druhé (od 1. ledna 2010 fyzické i právnické osoby mezi sebou). Datová schránka je povinná pro orgány státní moci a právnické osoby zapsané v obchodním rejstříku, povinná je také pro většinu podnikajících fyzických osob, zřídit si ji mohou i nepodnikající fyzické osoby.
Orgány veřejné moci jsou povinny posílat dokumenty adresátům přednostně do datové schránky, mají-li ji zřízenu, a vzhledem k právní fikci doručení tak mají subjekty, jimž schránka byla zřízena, de facto povinnost si z ní dokumenty vyzvedávat.
V roce 2014 Česká pošta představila koncept nové služby pracovně označené jako Hybridní datová zpráva/pošta, která by měla umožnit doručování skrz datovou schránku i osobám, které vlastní datovou schránku nemají.
Podle evropského nařízení eIDAS bude zavedena elektronická identita.
V obecném významu však toto sousloví označuje jakékoliv elektronické úložiště dokumentů, tedy například e-mailovou schránku.

## Historie
V České republice byly datové schránky v tomto významu zavedeny zákonem č. 300/2008 Sb., o elektronických úkonech a autorizované konverzi dokumentů, účinného od 1. července 2009. Tento zákon byl poté několikrát novelizován, a to zákony č. 190/2009 Sb. (poměrně rozsáhlé změny), 219/2009 Sb. (jen doplnění odkazu na zákon o advokacii), 227/2009 Sb. (pouze nahrazení slov „ekonomický subjekt“ slovem „osoba“) a 190/2009 Sb. (různé změny). Prováděcími předpisy jsou především vyhláška č. 194/2009 Sb., o stanovení podrobností užívání a provozování informačního systému datových schránek, a vyhláška č. 193/2009 Sb., o stanovení podrobností provádění autorizované konverze dokumentů.
Datové schránky podle tohoto zákona je možno zřizovat od 1. července 2009. Do 90 dnů ode dne nabytí účinnosti zákona (jímž byl 1. červenec 2009, tedy cca do 30. září) musela být povinně zřízena datová schránka každému orgánu veřejné moci, každé právnické osobě zapsané v obchodním rejstříku (obchodní společnost) a některým dalším druhům subjektů uvedeným v zákoně (advokátům a daňovým poradcům až od 1. července 2012). Celkem se tato povinnost týká více než 400 tisíc subjektů. Datová schránka je aktivována (zpřístupněna) prvním přihlášením oprávněného uživatele, nejpozději však 15. dnem od doručení přístupových údajů. Datové schránky zřízené ze zákona byly automaticky i bez přihlášení zpřístupněny od 1. listopadu 2009. Od 1. ledna 2010 je možné dodávání dokumentů fyzických i právnických osob mezi sebou, a to tak, že soukromá osoba musí požádat o zpřístupnění své schránky pro zprávy od jiných soukromých osob. V roce 2009 se projekt Informační systém datových schránek (ISDS) umístil mezi finalisty soutěže IT projekt roku pořádané Českou asociací manažerů informačních technologií, v roce 2010 v anketě Křišťálová Lupa získaly datové schránky 1. místo v kategorii Anticena.
I přes opakované ujišťování, že pro osoby, které si nechaly zřídit datovou schránku na žádost, bude její používání vždy dobrovolné, byla v roce 2015 zavedena povinnost elektronické komunikace s finanční správou pro všechny, kteří mají datovou schránku zpřístupněnou. I přes tuto povinnost ale neexistuje možnost podání dílčího přiznání k dani z nemovitých věcí v elektronické podobě, protože není zveřejněn požadovaný XML formát. V tomto případě tak není jasné, zda dotyčný, kterému zákon ukládá povinnost podat podání k dani z nemovitých věcí v elektronické podobě, musí podat řádné daňové přiznání, nebo zda může dílčí daňové přiznání podat v listinné podobě, či zda k elektronickému podání může využít jiný formát, např. PDF. Možným řešením je také znepřístupnění datové schránky.
Po zavedení povinné komunikace s finanční správou prostřednictvím datové schránky pro všechny, kdo mají aktivní datovou schránku, byly uděleny v roce 2015 pokuty za daňové přiznání odevzdané v papírové podobě v počtu 322 pokut u daně z příjmů právnických i fyzických osob a 83 pokut u DPH, v roce 2016 počet udělených výrazně vzrostl, v období od 1. 1. do 17. 5. 2016 bylo uděleno 2528 pokut za nedodržení elektronické formy podání u daně z příjmů právnických i fyzických osob a 1110 u DPH. Za celý rok 2016 bylo za nedodržení elektronické formy podání uděleno 13 tisíc pokut, z toho 8330 pokut bylo uděleno v souvislosti s daňovým přiznáním k dani z fyzických osob. Pro plátce DPH navíc od 1. května 2016 platí, že pokud má povinnost učinit přiznání k DPH elektronickou formou a místo toho jej podá v papírové formě nebo pokud je podá datovou zprávou, ale ne ve formátu nebo struktuře zveřejněné správcem daně, je takové podání neúčinné a na plátce je pohlíženo, jako by podání neučinil.
Podle ustanovení § 18a zákona č. 300/2008 Sb. se od 1. ledna 2022 doposud dobrovolný příjem datových zpráv změnil na povinný.
Datová schránka měla být automaticky zřízena každému občanu ČR, který použije pro přihlášení bankovní identitu.
Podle novely zákona z prosince 2022
však dochází ke zřizování datové schránky fyzické osoby nadále výlučně na žádost této osoby.

## Popis systému
Datová schránka ve smyslu zákona č. 300/2008 Sb. z uživatelského pohledu funguje na podobném principu jako běžná e-mailová schránka, vlastní technické řešení je ale výrazně odlišné tak, aby zajišťovalo důvěryhodnost doručování datových zpráv.
Zpočátku zavedení systému datových schránek komplikovalo propojení s dosavadními a vlastními systémy správy dokumentů, které již mnohé subjekty měly. V současné době však prakticky všechny systémy spisových služeb propojení s ISDS podporují a připojení na datové schránky je součástí i Národního standardu pro elektronické systémy spisových služeb.
Datová zpráva je tvořena „obálkou“ obsahující příslušnou elektronickou značku (e-razítko) a časovou značku (kvalifikované časové razítko), obsah zprávy má formu příloh. Zpráva tedy nemá část, která se u klasického e-mailu nazývá „tělo zprávy“. Jakmile je do datové schránky dodán nový dokument, je podle nastavení uživatele schránky doručeno na mobilní telefon za poplatek nebo na e-mail zdarma avízo o přijaté zprávě. Toto je obdoba upozornění o uložení listovní zásilky. Odesílatel v datové zprávě vyznačí, zda je určena do vlastních rukou. Maximální velikost datové zprávy je 50 MB (1. listopadu 2018 byla zvýšena z 20 MB). Vyhláška ministerstva (č. 194/2009 Sb.) vyjmenovává přes dvacet typů (formátů) souborů, které je možno takto zasílat.
Datová schránka právnické osoby je vždy pouze jedna a úkon není možno adresovat konkrétnímu pracovníkovi, ale vždy jen subjektu jako takovému. Fyzická osoba má nárok na zřízení pouze jedné datové schránky, druhou schránku však může mít jako podnikající fyzická osoba, případně jako orgán veřejné moci, pokud má funkci takového orgánu. Podle původního znění zákona i orgán veřejné moci směl mít pouze jednu datovou schránku a dokonce územně-samosprávní jednotky směly mít pouze jednu schránku dohromady pro všechny své orgány, avšak novela č. 190/2009 Sb. umožnila orgánům veřejné moci vyžádat si další datové schránky, zejména pro vnitřní komunikaci.

### Přihlašování
Přístup do datové schránky je možný s využitím několika forem zabezpečení, které si uživatel vybírá sám. Základní zabezpečení je tvořeno přístupovými údaji. Přístupové údaje, elektronické prostředky, technické podmínky a bezpečnostní zásady nejsou stanoveny přímo zákonem, ale prováděcí vyhláškou. Přístupové údaje jsou tvořeny jménem a heslem (nejedná se tak o vícefázové ověření). Uživatelské jméno je tvořeno náhodně vygenerovaným řetězcem 6 až 12 znaků, bezpečnostní heslo je řetězcem 8 až 32 znaků, nesmí být shodné s uživatelským jménem a uživatel si je může kdykoliv změnit. Po pátém chybném zadání hesla je přihlášení na hodinu zablokováno a uživatel je informován o pokusu o neoprávněný přístup. Po 30 minutách neaktivity dojde k automatickému odhlášení. Uživatelská jména a hesla všem subjektům s povinností mít datovou schránku rozeslalo Ministerstvo vnitra zásilkami do vlastních rukou.
Vyšší formou zabezpečení přístupu je doplnění jména a hesla o jednorázové heslo OTP (One time password) a to buď formou SMS kódu doručeného pomocí placené služby Premium SMS (Time-based One Time Password - TOTP) nebo formou bezpečnostního kódu generovaného software/hardware prostředkem dle specifikace RFC4226 (HMAC-Based One-Time Password - HOTP). Bezpečnostní heslo ve smyslu vyhlášky č. 194/2009 Sb. je pak tvořeno statickou částí doplněnou o tento jednorázový bezpečnostní kód.
Pro zjednodušené přihlašování lze nainstalovat do mobilního telefonu nebo tabletu aplikaci Mobilní klíč eGovernmentu. Její používání je však vázáno řadou podmínek k udržení požadované bezpečnosti.
Využít je možné také přihlášení pomocí elektronického občanského průkazu (eObčanka) vydaným po 1. červenci 2018 s aktivovaným čipem. K datové schránce je možné se přihlásit na portálu eidentita.cz. Kromě aktivovaného čipu je potřeba také čtečka dokladů a příslušný software.
Poslední možností přihlašování je využití autentizačního certifikátu, který si v systému zaregistruje. Podrobnosti využití certifikátu jsou stanoveny opět ve vyhlášce č.194/2009 Sb.

### Informační systém datových schránek
Informační systém datových schránek (ISDS) je informační systém veřejné správy, který obsahuje údaje o datových schránkách, jejich uživatelích, přístupech do schránky a dalších událostech spojených s jejich provozem atd. Údaje ze systému jsou neveřejné, správce ani provozovatel systému nemají přístup do datových schránek jiných uživatelů. Množství veřejnoprávních subjektů má povinnost dodávat do systému informace (např. o zápisech a výmazech z rejstříků, o vzetí do vazby či nástupu trestu atd.) a ministerstvo má přístup k potřebným údajům z evidence obyvatel. Po zavedení systému základních registrů.
K datové schránce je možné přistupovat přes speciální webové rozhraní provozované Ministerstvem vnitra ČR na adrese www.mojedatovaschranka.cz/ a také s využitím webových služeb. Díky tomu je možné pracovat s datovou schránkou jak z prostředí běžného prohlížeče, nebo i pomocí komerčních aplikací třetích stran.

## Vlastnosti datové schránky
Velikost datové schránky není nijak omezena. Nemůže se tedy nikdy stát (na rozdíl od emailu), že se datová zpráva vrátí jako nedoručitelná, protože adresát má plnou schránku. Omezena je pouze doba, po kterou jsou zprávy v datové schránce uloženy. Tato lhůta činí 90 dnů od přečtení zprávy (pozor - nikoliv doručení), po níž jsou nevratně smazány (tuto konkrétní lhůtu stanovilo ministerstvo vyhláškou).
Pokud si adresát nebo odesilatel potřebuje datovou zprávu archivovat, má několik možností. Může si ji uložit svépomocí v jakémkoliv datovém úložišti, pevném disku apod. Vzhledem k tomu, že zpráva je opatřena kvalifikovaným časovým razítkem a rovněž kvalifikovaným elektronickým podpisem, nijak neztrácí na autentičnosti (viz § 64a odst. 5 zák. č. 499/2004 Sb., o archivnictví a spisové službě). Dále si může nechat u České pošty zřídit placenou službu Datový trezor, která zajistí ponechání datové zprávy přímo v datové schránce. Poslední možností je nechat si na autorizovaném pracovišti převést za poplatek do listinné podoby.
Podstatnou náležitostí systému je, že každý dokument (úkon) je potvrzován doručenkou, která však potvrzuje doručení do datové schránky adresáta. V doručence jsou logovány všechny podstatné údaje - kdy byla datová zpráva dodána do datové schránky adresáta, zda si ji adresát přečetl nebo zda uplynula lhůta pro zákonnou fikci doručení. Tyto údaje jsou garantované (a tím se mj. systém liší od běžného emailu).

## Zřizovatel a provozovatel
Datové schránky zřizuje a spravuje Ministerstvo vnitra České republiky, které pro ně zřídilo oficiální informační web www.datoveschranky.info.
Provozovatelem informačního systému datových schránek je Česká pošta s. p., která je držitelem poštovní licence. Náklady na provoz systému hradí stát ze svého rozpočtu. Zřizování a provozování schránek je bezplatné (placenou službou však je uchovávání dokumentů po dobu delší 3 měsíců), zasílání zpráv od orgánů veřejné moci nebo orgánům veřejné moci je bezplatné, avšak zasílání dokumentů mezi soukromými subjekty (které je možné od 1. ledna 2010) podléhá povinnosti odesílatele uhradit provozovateli odměnu; potvrzení příjmu adresátem je však odesílateli doručováno bezplatně.

## Typy a zřizování schránek podle subjektu
Rozlišují se tyto typy datových schránek:
- datová schránka fyzické osoby: nárok na bezplatné zřízení jedné schránky do 3 dnů od podání žádosti má každá fyzická osoba s plnou způsobilostí k právním úkonům, bez ohledu na občanství a bydliště (t. j. může si ji vyžádat i fyzická osoba, která v České republice nebydlí a nemá ani české občanství).
- datová schránka podnikající fyzické osoby: zřizuje ministerstvo automaticky. Podnikající fyzická osoba tak může mít dvě datové schránky, jednu „fyzické osoby“ a druhou „podnikající fyzické osoby“.
- datová schránka právnické osoby: automaticky (povinně) se zřizuje právnickým osobám, které byly zřízeny zákonem, právnickým osobám zapsaným v obchodním rejstříku (včetně organizačních složek podniků zahraničních právnických osob); pro právnické osoby je zřízení datové schránky dobrovolné, pokud nemají IČO;[21] soukromá právnická osoba má právo na zřízení pouze jedné schránky, nelze zřizovat samostatné schránky pro její organizační složky
- datová schránka orgánu veřejné moci: zřizuje se pro každý orgán automaticky a bez ohledu na to, jestli má vlastní právní subjektivitu nebo je jen organizační složkou státu. Tento typ schránky má i Český rozhlas a Česká televize, notáři a soudní exekutoři. Pro všechny orgány jednoho územně-samosprávního celku (radu, zastupitelstvo, úřad i vedoucího orgánu) se zřizuje ze zákona vždy jedna datová schránka. Je-li orgánem veřejné moci fyzická osoba (např. prezident republiky, veřejný ochránce práv, notář), rozlišuje se její schránka orgánu veřejné moci od případné schránky fyzické osoby, avšak novela zákona umožnila na žádost dotyčné osoby funkce obou schránek sloučit do jedné schránky. Novela zákona umožnila všem orgánům veřejné moci vyžádat si zřízení dalších datových schránek, zejména pro vnitřní potřebu.

Termín „orgán veřejné moci“ není v příslušném zákoně použit v běžném významu s odkazem na nějakou obecně platnou definici pojmu, ale je v něm zaveden jako legislativní zkratka pro okruh subjektů speciálně vyjmenovaný v § 1 odst. 1 písmeno a) tohoto zákona. Vedle toho pak jsou v zákoně zmíněny ještě „fyzické nebo právnické osoby vykonávající působnost v oblasti veřejné správy“, jimž na požádání musí být rozšířeny funkce datové schránky o funkce schránky orgánu veřejné moci.
Přístup do schránky a plný rozsah práv má příslušná fyzická osoba, podnikající fyzická osoba, statutární orgán právnické osoby, člen statutárního orgánu právnické osoby, vedoucí organizační složky podniku zahraniční právnické osoby zapsané v obchodním rejstříku a vedoucí orgánu veřejné moci. Tyto osoby mohou svá oprávnění plně nebo částečně svěřit též dalším, pověřeným osobám, přičemž mohou k tomuto pověřování pověřit administrátora.
Novelizační zákon 190/2009 Sb. umožnil, že fyzické nebo právnické osobě vykonávající působnost v oblasti veřejné správy mohou být funkce datové schránky orgánu veřejné moci na dobu výkonu této působnosti přiřazeny k její datové schránce.
Od roku 2023 zákon datovou schránku povinně nařizuje všem živnostníkům, a to i těm s pozastavenou činností - všem, kteří mají IČO. Dále spolkům, nadacím a musí ji mít například i společenství vlastníků jednotek.

## Zpřístupnění datové schránky
Ministerstvo zašle do vlastních rukou přístupové údaje k datové schránce osobě uvedené v § 8 odst. 1 až 4 zák. č. 300/2008 Sb. bezodkladně po zřízení datové schránky. Na žádost osoby uvedené v § 8 odst. 1 až 4 nebo administrátora zašle ministerstvo přístupové údaje k datové schránce pověřené osobě do vlastních rukou. Pokud jsou přístupové údaje doručovány listovní zásilkou, je vždy použita služba „Doporučená zásilka do vlastních rukou výhradně adresáta“. V praxi to tedy znamená, že dopis může převzít skutečně jen jeho adresát osobně. Pokud adresát doporučené zásilky není zastižen, je zásilka uložena a adresát je vyzván k jejímu vyzvednutí ve lhůtě deseti dní. K doručení přístupových údajů přitom může tedy dojít jak převzetím obálky s přístupovými údaji, tak i fikcí. K fikci doručení dochází v okamžiku, kdy uplyne desetidenní úložní doba zásilky na příslušné poště (zásilka je vrácena odesílateli).
Datová schránka je následně zpřístupněna prvním přihlášením osoby uvedené v § 8 odst. 1 až 4 zák. č. 300/2008 Sb., nejpozději však patnáctým dnem po dni doručení přístupových údajů těmto osobám. Na základě tohoto ustanovení tedy platí, že datová schránka může být zpřístupněna, aniž by se oprávněný uživatel do ní přihlásil a fyzicky si převzal přístupové údaje (po doručení fikcí). V souvislosti s těmito skutečnostmi je třeba mít na paměti, že jakmile je datová schránka takto zpřístupněna, mohou být do ní dodávány datové zprávy se všemi možnými následky z toho vyplývajícími.
U datových schránek zřizovaných na žádost je možné vydání přístupových údajů také formou tzv. virtuální obálky (zaslání aktivačního linku s přístupovými údaji na stanovenou e-mailovou adresu). Zaslání přístupových údajů tímto způsobem se přitom nepovažuje za doručení ve smyslu § 10, odst. 2, zákona č.300/2008 Sb., o elektronických úkonech a autorizované konverzi dokumentů v platném znění. Nově zřízená datová schránka je v tomto případě tedy zpřístupněna až okamžikem, kdy se uživatel poprvé skutečně přihlásil.

## Znepřístupnění a zrušení schránky
Schránku fyzické osoby a podnikající fyzické osoby ministerstvo znepřístupní v případě jejího úmrtí, prohlášení za mrtvého, omezení svéprávnosti nebo omezení na osobní svobodě (vazba, trest odnětí svobody, zabezpečovací detence, ochranné léčení, epidemiologické důvody ochrany zdraví lidu). Znepřístupnění je možné i zpětně. Schránky ostatních typů se ruší v případě zániku právnické osoby, zániku funkce, výmazu z příslušného rejstříku atd. Schránky se v takových případech ruší po 3 letech od data úmrtí, zániku, výmazu atd. O možnosti zrušení datové schránky na žádost uživatele se provozní řád nezmiňuje.
Schránky zřízené na žádost musí být na žádost do tří dnů také znepřístupněny a na další žádost opět zpřístupněny, avšak byla-li znepřístupněná dvakrát během jednoho roku, lze ji znovu zpřístupnit nejméně po roce od druhého znepřístupnění.

## Právní úprava elektronických úkonů
Umožňuje-li to povaha dokumentu, orgán veřejné moci jej jinému orgánu veřejné moci „doručuje“ (což zřejmě znamená povinnost) prostřednictvím datové schránky, pokud se nedoručuje na místě nebo pokud z bezpečnostních důvodů není mezi těmito orgány zavedena jiná forma elektronické komunikace. Pokud orgán veřejné moci doručuje fyzické osobě, podnikající fyzické osobě nebo právnické osobě, která má zpřístupněnu svou datovou schránku, doručuje jí prostřednictví datové schránky, pokud to umožňuje povaha dokumentu a pokud se nedoručuje veřejnou vyhláškou nebo na místě. Pokud jde však o úkon, pro nějž speciální právní předpis připouští doručení prostřednictvím datové schránky, řídí se pořadí způsobů doručování tímto speciálním předpisem.
Soukromé osoby (fyzická osoba, podnikající fyzická osoba, právnická osoba) mají právo činit úkony vůči orgánům veřejné moci prostřednictvím datové schránky, avšak není to jejich povinnost, a to ani pokud jde o osoby, jimž byla datová schránka zřízena povinně ze zákona.
Hlavním účelem zřízení datových schránek bylo zavedení právního institutu elektronických úkonů. Ten byl tímtéž zákonem upraven takto:
- závaznost – právní váha úkonu pomocí datové schránky je stejná, jako kdyby byl učiněn písemně do vlastních rukou
- garantované doručení – datová zpráva, která je pomocí schránky odeslána, je garantovaně doručena příjemci. Za doručení se považuje okamžik, kdy se do datové schránky adresáta přihlásí oprávněná osoba (v případě komunikace mezi dvěma soukromými subjekty se však za doručení považuje až okamžik potvrzení příjmu adresátem). Po odeslání datové zprávy je odesílateli oznámeno, zda zpráva byla doručena, datová schránka je znepřístupněna, neexistuje nebo je zrušena. Toto oznámení je označeno e-značkou ministerstva. Všechny datové zprávy jsou evidovány. Pokud jde o komunikaci mezi orgány veřejné moci navzájem nebo mezi nimi a soukromým subjektem, potvrzení o doručení se zasílá automaticky: jde-li o komunikaci mezi soukromými subjekty, rozhoduje o odeslání potvrzení příjemce dokumentu.
- právní fikce doručení – pokud se do 10 dnů adresát do schránky nepřihlásí, zpráva je uplynutím této lhůty považována za doručenou, aniž ji příjemce otevřel, pokud nejde o úkon, u nějž náhradní doručení speciální zákon vylučuje; pokud vyzvednutí zprávy bránila adresátovi překážka, může do 15 dnů po doručení překážky požádat o prominutí zmeškání úkonu. Tato právní fikce se však nevztahuje na dodávání dokumentů mezi soukromými subjekty navzájem.

Novela zákona zavedla pokuty až do 10 milionů Kč za odesílání nevyžádaných obchodních nebo jiných obtěžujících sdělení a do 20 milionů za odesílání programů způsobilých poškodit informační systém.
Konverze dokumentů z listinné podoby do elektronické se provádí rovněž na kontaktních místech veřejné správy, pokud však nejde například o
- jedinečné dokumenty, které konverzí nelze nahradit, například různé průkazy, cenné papíry, losy a sázenky, technické výkresy atd. nebo je-li dokument opatřen plastickým textem nebo otiskem plastického razítka
- dokument, kterou má jinou podobu než listinnou nebo datové zprávy
- obsahuje-li dokument doplňky, vsuvky nebo škrty snižující věrohodnost nebo není-li z listinného dokumentu patrné, zda jde o prvopis, vidimovaný dokument, opis nebo stejnopis

Ke konvertovanému dokumentu se připojuje ověřovací doložka a subjekt provádějící konverze je eviduje a po dobu 10 let záznam uchovává.

## Technické řešení

### Serverová strana
Informační systém provozuje Česká pošta, potažmo Telefónica O2 Czech Republic, služby kvalifikované digitální kryptografie PostSignum.
- S ISDS je možné komunikovat pomocí interaktivního webového portálu (skrze webový prohlížeč).[22]. Jedná se o běžné dynamické HTML zabezpečené TLS, které zvládají všechny moderní webové prohlížeče.
- Druhé veřejné rozhraní je založeno na protokolu SOAP nad HTTPS. Toto rozhraní umožňuje automatizované napojení spisových služeb firem a jiných komunikačních systémů.[23]

### Klientská strana

#### Klient Ministerstva vnitra
Klientský program pro ovládání datové schránky je nabízen zdarma. Tento program se spouští z webového prohlížeče, jeho správcem je Ministerstvo vnitra ČR a provozovatelem Česká pošta, s.p. Kromě základních funkcí program nabízí
- úschovnu – zaslání zprávy/dokumentu do úschovny MV pro následnou konverzi do listinné podoby (provádí CzechPointy)[24]
- úložiště – možnost uložit až 30 dokumentů po dobu 15 dnů
- trezor – komerční služba České pošty[25]
- zfo – formát pro uložení zprávy z DS na disk počítače

Kromě státem nabízeného webového prostředí vyvinuli nezávislí programátoři následující klientské programy:

#### Svobodný software
- Datové schránky – aplikace v Javě pro platformu Android, licence GPLv3[26]
- Datovka – grafická aplikace v C++, licence GPLv3+ s výjimkou pro OpenSSL a BSD a CC0.[27]
- Dsgui – grafická aplikace v Pythonu, licence LGPLv2+ a BistreamVera.[28]
- eGovernment Gateway – aplikační server pro správu dokumentů s vazbou na ISDS, licence LGPL[29][30]
- iDatovka – aplikace v Objective-C pro iPhone a iPad určená pro čtení zpráv, license GPLv3 nebo Apache License 2.0[31]
- JAVA_ISDS – knihovna v Javě, license BSD[32]
- libisds – knihovna v jazyce C, licence LGPL-3[33]
- libnicds – knihovna v jazyce C, licence LGPL-3 a licence knihovny gSOAP[34]
- Spisovka – spisová služba s vazbou na ISDS, webové rozhraní v PHP, licence EUPL-1.1[35]
- Šigofumi – řádkově orientovaný klient v jazyce C, licence GPLv3+[36]

### Autentizace uživatelů
Uživatelé se standardně přihlašují uživatelským jménem (ID osoby) a heslem (formulář ve webovém rozhraní, HTTP basic autentizace v SOAP rozhraní).
Zabezpečení lze zvýšit použitím X.509 certifikátu vydaného akreditovanou autoritou. Tímto certifikátem se pak uživatel nebo vnitropodnikový počítač prokáže při sestavování TLS spojení obalujícím protokol HTTP. Dle platné legislativy musí být odpovídající soukromý klíč nepřenositelným způsobem uložen na kryptografickém zařízení.
Od 19. června 2011 umožňuje systém dvoufaktorovou autentizaci obvyklým heslem spolu s jednorázovým kódem. Jednorázový kód je buďto vytvořen systémem a doručen uživateli prostřednictvím zvlášť zpoplatněné SMS, který jej musí odeslat zpět webovým formulářem. Nebo se kód generuje uživatelovým bezpečnostním zařízením, které je synchronizováno s ISDS a které implementuje algoritmus HOTP (RFC 4226).

### Výpočet kontrolního znaku identifikátoru
Pro výpočet sedmého znaku se používá Luhnův algoritmus o základu 32. Postupuje se takto:
1. Znaky v identifikátoru se zakódují do šestice čísel podle jejich pozice v řetězci "abcdefghijkmnpqrstuvwxyz23456789", tedy například znaku "a" odpovídá číslo 0, znaku "c" číslo 2, znaku "9" číslo 31. Příklad: Nekompletní ID DS aydaad se zakóduje jako: 0 - 22 - 3 - 0 - 0 - 3
2. Čísla v lichých pozicích (počítáno od nuly) se vynásobí dvěma. Příklad: čísla 0 - 22 - 3 - 0 - 0 - 3 po vynásobení dávají 0 - 44 - 3 - 0 - 0 - 6
3. Sečtou se jednotlivá čísla dělena 32 a zbytky po dělení těchto čísel číslem 32. Příklad: Pro 0 - 44 - 3 - 0 - 0 - 6 se sečte 0+0 + 1+12 + 0+3 + 0+0 + 0+0 + 0+6 = 22
4. Vypočte se zbytek po dělení součtu číslem 32. Příklad: Pro 22 dostáváme 22.
5. Je-li zbytek větší než nula, nahradíme ho rozdílem 32 a zbytku. Příklad: Pro 22 dostáváme 10.
6. Výsledek z předchozího kroku zakódujeme znakem v odpovídající pozici v řetězci "abcdefghijkmnpqrstuvwxyz23456789". Příklad: Pro 10 dostáváme znak "k". ID DS i s kontrolním znakem je tedy "aydaadk".[39]

### Testovací prostředí
Pro vývoj spolupracujících aplikací a vyzkoušení webového rozhraní je vedle ostré verze systému provozována samostatná testovací instance.

## Kritika

### Domény
Prvním problematickým bodem datových schránek je výběr domény. Oficiální informace o datových schránkách jsou na doméně www.datoveschranky.info. Samotný přístup do datové schránky je ale umožněn přes doménu www.mojedatovaschranka.cz. Takto zvolená doména je příliš dlouhá, což může vést k překlepům popř. i k phishingovým útokům. Riziko phishingových útoků bylo výrazně sníženo použitím přístupu přes https a zabezpečení EV (Extended validation) certifikátem.

### Zásuvné moduly
Pro plnohodnotnou práci s datovými přílohami bylo nutné mít v prohlížeči nainstalován zásuvný modul pro 602XML Filler. Ten byl k instalaci nabídnut při prvním prohlížení datové zprávy, poté již není vyžadován. Nevýhodou zásuvných modulů je fakt, že je většinou není možné instalovat do počítačů, které jsou veřejně přístupné (tzn. v internetových kavárnách, počítačových učebnách, hotelích a jinde). V tomto případě se jednalo o proprietární program přeložený jen pro 32bitový operační systém Windows. Není tedy pravda, že práce s datovými zprávami byla možná odkudkoliv. Nicméně v prohlížeči bez zásuvného modulu bylo možné si zprávu a potažmo přílohu prohlédnout alespoň jako náhled.
Od 1. července 2012, tedy tři roky po spuštění systému, bylo webové rozhraní přepracováno tak, že žádný zásuvný modul již není potřeba. Tím se stal systém přístupný mj. i z mobilních zařízení.

### Heslo
Součástí standardního nastavení datové schránky je požadavek na změnu uživatelského hesla vždy po 90 dnech. Nově je ale možné zapnout funkci, díky které není pravidelná změna hesla vyžadována.

### Platnost zpráv
Zprávy, které si oprávněná osoba přečetla (tzv. datové zprávy doručené přihlášením), jsou v datové schránce uloženy pouze 90 dnů. Poté jsou bez náhrady a možnosti obnovení automaticky smazány. Toto neplatí pro zprávy, které si příjemce nepřečetl (tzv. dodané datové zprávy, nebo zprávy dodané fikcí doručení) – takové zprávy zůstávají v datové schránce uloženy natrvalo.
Pro delší uložení doručených zpráv lze za úplatu u České pošty pronajmout službu Datový trezor, kde jsou zprávy ukládány za poplatek po předem nastavenou (nebo neomezenou) dobu dle zvoleného tarifu. Zprávy lze též uchovávat zdarma po neomezenou dobu v Portálu občana (v roce 2022 do kapacity 1 GB). Napojení datové schránky na Portál občana má ovšem dopad na lhůty doručování přihlášením – nové zprávy, které se nacházejí ve schránce pro kterou je aktivní kontrola nových zpráv pomocí Portálu občana, jsou doručeny přihlášením v okamžiku kontroly této schránky (vizte "Na co si dát pozor").
Platnost zpráv omezuje časové razítko, které se vytváří automaticky při každém stažení zprávy z datové schránky nebo datového trezoru (od listopadu 2012). V roce 2022 má časové razítko platnost do roku 2027 (provozovatel zaručuje platnost alespoň jeden rok). Autenticitu datové zprávy, kterou si uživatel stáhl a uložil si ji ve formátu ZFO, lze zdarma ověřit v klientském portálu datových schránek bez ohledu na stav časového razítka.
Naopak požádat o vydání nového archivního časového razítka lze pouze do vypršení platnosti posledního časového razítka obsaženého ve zprávě.
V případě vytištění zprávy je dokument považován za prostou kopii bez právní platnosti (na rozdíl od případu doručení poštou v papírové podobě). Zpoplatněná autorizovaná konverze datové zprávy do listinné podoby má platnost originálu. V roce 2022 provádějí autorizované konverze Czech Pointy v ceně 30 Kč za každou započatou stránku, v případě korespondenčního vyřízení s příplatkem 70 Kč.
Datové zprávy jsou automaticky opatřeny elektronickou značkou Ministerstva vnitra ČR coby stvrzení jejich původnosti. Od dubna 2011 je elektronická značka rozšířena o časové razítko (jen zprávy, údaje o doručení nikoliv). Podle certifikační politiky použité certifikační autority byla platnost takové značky nejvýše tři roky. Z právního pohledu to však není problém, platí totiž tzv. vyvratitelná fikce pravosti, definovaná v § 69a odst. 5 zák. č. 499/2004 Sb. (Neprokáže-li se opak, dokument v digitální podobě se považuje za pravý, byl-li podepsán uznávaným elektronickým podpisem nebo označen uznávanou elektronickou značkou osoby, která k tomu byla v okamžiku podepsání nebo označení oprávněna, a následně za doby platnosti uznávaného elektronického podpisu a kvalifikovaného certifikátu, na kterém je uznávaný elektronický podpis založen, nebo uznávané elektronické značky a kvalifikovaného systémového certifikátu, na kterém je uznávaná elektronická značka založena, opatřen kvalifikovaným časovým razítkem. To platí i pro dokumenty vzniklé z činnosti původců, kteří nejsou určenými původci.)

### Adresář majitelů schránek
Spolu s datovými schránkami ministerstvo vnitra zveřejňuje i jména a adresy trvalého bydliště jejich majitelů. Tyto informace publikuje jako otevřená data, tedy jednoduše ke stažení. Úřadu pro ochranu osobních údajů byl doručen "značný počet podání", jejichž obsahem je žádost fyzické osoby o výmaz osobních údajů z veřejného seznamu držitelů datových schránek (GDPR). Úřad popsal, jak může fyzická osoba požádat o vymazání údajů z tohoto seznamu.

### Nucení do datových schránek a problematika digitálního vylučování
Již více než půl roku před platnou povinností používat datové schránky pro některé osoby (spolky, podnikatele) upozorňovala organizace Iuridicum Remedium, že nařízená povinnost přinese problémy, kdy část lidí nebude schopná či ochotná datové schránky využívat.
Na podzim roku 2022 spolu s dalšími organizacemi zveřejnilla organizace otevřený dopis týkající se odložení datových schránek. Ten fakticky vedl k tomu, že se původně plánovaná širší povinnost zúžila "pouze" na spolky a podnikatele.
I tak ale problém s digitálním vyloučením nastal - v březnu 2024 stále nebylo otevřeno téměř půl milionu schránek, v téměř polovině z nich pak byly informace o exekucích či zprávy od finančního úřadu.

## Vývoj systému
Systém se průběžně vyvíjí, nové změny bývají nejprve nasazeny do testovacího prostředí a později do skutečného systému. V tomto mezidobí (nebo ještě dříve) se změna rozhraní ohlašuje na zvláštní webové schránce a bývá zveřejněna nová verze Provozního řádu (zahrnuje specifikaci rozhraní SOAP).
Ministerstvo vnitra nabízí tří úrovně zapojení veřejnosti do vývoje systému:
- Pasivní přijetí Provozního řádu a podpora pro běžné uživatele po telefonu.
- Registrace vývojářů navazujících aplikací do moderovaného diskuzního fóra.[52]
- Přistoupení výrobců spisových služeb k Memorandu o spolupráci,[53] na jehož základě se zástupci signatářů scházejí k poradám o dalším směřování ISDS.

## Komerční služby

### Poštovní datová zpráva
Poštovní datová zpráva je obdoba doporučené zásilky, kterou zasílá jeden komerční držitel datové schránky jinému. Na rozdíl od datové zprávy zaslané subjektem veřejné správy, anebo naopak tomuto subjektu, je zpráva zpoplatněna. Poštovní datovou zprávu si tedy mohou vzájemně posílat právnické osoby, podnikající fyzické osoby nebo občané s datovou schránkou. Jedná se o komerční službu České pošty. PDZ je
- levnější a rychlejší než doporučené psaní,
- důvěryhodnější než e-mail díky garanci doručení a prokazatelnosti a
- bezpečnější než e-mail díky zabezpečenému systému datových schránek.[54]

### Hybridní datová zpráva
Hybridní datová zpráva/pošta je koncept, který představila Česká pošta v roce 2014 a který by měl umožnit odesílání dokumentů prostřednictvím datové schránky i osobám, které ji nemají zřízenu. V tomto případě by Česká pošta dokument sama vytiskla, vložila do obálky a odeslala. Protože ale pouze vytisknutý dokument nemá žádnou právní váhu a autorizovaná konverze musí obsahovat náležitosti jako razítko a podpis, nemůže být prováděna strojově automaticky. Z tohoto důvodu česká pošta navrhla pro takovéto dokumenty použití speciálních vodoznaků, jejichž obsah by se objevil na dalších (neautorizovaných) kopiích automaticky konvertovaného dokumentu. To by ale zkomplikovalo ověření pravosti autorizované konverze dokumentu (celý dokument by bylo nutné zkopírovat a zjistit, zda se na všech stránkách dokumentu objeví nový prvek) a bránilo by to vytváření ověřených kopií.